# Ultramafická hornina

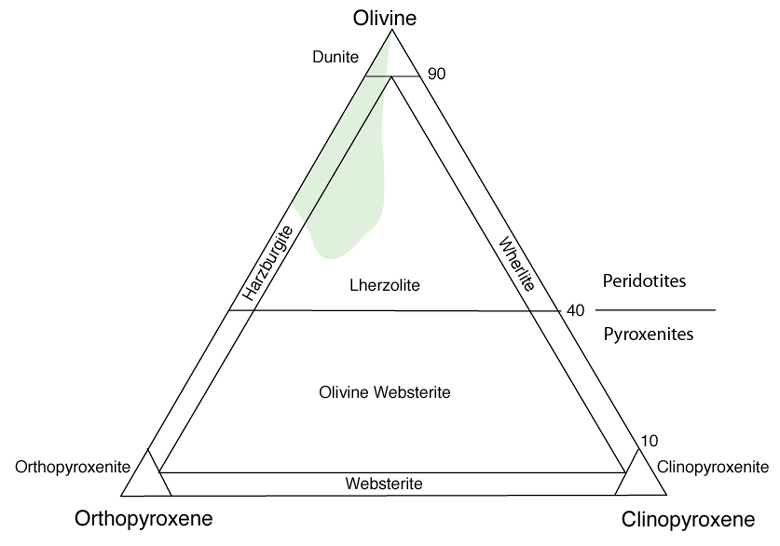
Klasifikační diagram ultramafických hornin dle IUGS. Barevné pole znázorňuje oblast peridotitů.

Ultramafická hornina označuje skupinu magmatických hornin, které jsou složené v převážné míře pouze z mafitů a to např. hypersténu, augitu a nebo olivínu. Zastoupení těchto hlavních mafických minerálů často dosahuje rozmezí mezi 90 až 100 %. Tato skupina hornin se rozděluje na tři základní skupiny a to v podobě hlubinných, hrubozrnných a výlevných, které jsou v přírodě zastoupeny ale jen velmi sporadicky. Mezi nejrozšířenější a nejznámější zástupce těchto hornin patří např. peridotit, pikrit či komatiit.
Ultramafické horniny jsou významným zdrojem chromu a platiny. Zpravidla se jedná o tmavé horniny, což je způsobeno vysokým obsahem tmavých minerálů tvořených železem či hořčíkem.
V současnosti panuje předpoklad, že ultramafické horniny jsou hlavní horniny, které se nachází v zemském plášti.